# Tchougoulé
Tchougoulé est une localité du Cameroun située dans le département de la Mayo-Tsanaga et la Région de l'Extrême-Nord. Elle fait partie de la commune de Mokolo et du canton de Matakam Sud.

## Population
Lors du recensement de 2005 (3e RGPH), on y a dénombré 1 529 personnes.